# Domani sposi
Domani sposi è un programma televisivo italiano di genere game show, andato in onda nella stagione televisiva 1988-1989 nel preserale di  Rai 1. Il programma, condotto da Giancarlo Magalli, andava in onda dal lunedì al venerdì dalle 18:10 fino alle 19:35. La prima trasmissione è stata trasmessa il 17 ottobre 1988, mentre l'ultima il 31 marzo 1989.

## Struttura
I concorrenti erano due coppie di fidanzati prossimi al matrimonio che si sfidavano in vari giochi per la durata di una settimana, e ogni giornata metteva in palio un premio pertinente le nozze (corredo, abito da sposa, viaggio di nozze...), che poteva essere di tre valori differenti: per esempio il viaggio di nozze (premio dell'ultima giornata della gara settimanale) poteva capitare a Venezia (valore minore), Parigi (valore intermedio), o Seychelles (valore maggiore, e meta più ambita).
Poche coppie di sposi prossimi al matrimonio hanno vinto tutte e cinque le puntate. La coppia più conosciuta di allora era formata dai due fidanzati Fabio Fusillo e Laura Lattanzi, lui militare e lei insegnante, che poi si sposarono a Manziana (Roma) il 25 dicembre 1988 (giorno di Natale). Vinsero tutti i premi a disposizione.
Il gioco prevedeva anche un quiz telefonico, L'ispettore Magallaghan, il cui nome era dovuto alla caricatura del presentatore che campeggiava in un angolo dello schermo durante il tempo a disposizione del concorrente da casa per trovare indizi e indovinare il personaggio a cui appartenevano.

## Curiosità
Parteciparono al programma la Premiata Ditta. Tra le vallette del programma debuttò Simona Ventura. Le musiche erano a cura di Claudio Simonetti.
Dopo il programma Pronto, è la Rai?, il conduttore Magalli ottenne con questo quiz un buon ascolto (media di 3 milioni e mezzo di spettatori).